# Mims (rapper)
Mims, all'anagrafe Shawn Mims (New York, 22 marzo 1981), è un rapper statunitense di origine giamaicana, nato a Washington Heights, Manhattan.

## Biografia
Mims si laureò alla Westbury High School a New York e si iscrisse al Nassau Community College. Lasciò l'istituto dopo un solo due mesi di lezioni per perseguire una carriera nella musica rap. Cominciò la sua carriera ad Harlem con il conoscente Cam'ron. Nel 2001, fu notato da Quincy S/Duq Entertainment e subito dopo apparve in una compilation canadese intitolata Private Party Collectors Edition Vol. 2. La sua apparizione nel singolo Love Em' All, insieme a Choclair, lo rese noto in Canada. Il video della canzone fu anche nominato per gli Much Music Video Awards. La canzone non fu mai realmente pubblicata negli Stati Uniti. Mims pubblicò anche un proprio singolo intitolato L.O.V.E., che non ebbe successo commerciale.
Poco dopo il suo riconoscimento in Canada, volle incrementare i collegamenti con i produttori della Blackout Movement. Egli uscì con il suo primo singolo negli Stati Uniti, I Did You Wrong ottenendo un discreto guadagno. Questo non fu sufficiente a concretizzare un contratto discografico. Nel 2006, cominciò a registrare per l'etichetta Latin hip hop, Urban Box Office. Il rapper decise di riconsiderare il suo rapporto con l'industria discografica e creò l'American King Music con Corey Llewellyn & Erik Mendelson come partners d'affari.
Mims debuttò con il singolo This Is Why I'm Hot. La canzone a sorpresa divenne una hit raggiungendo il #1 nelle U.S. Billboard Hot 100 e nelle U.S. Billboard Pop 100 grazie al massiccio aumento di downloads, che porta al singolo l'eventuale Platinum Certification dalla RIAA. La canzone ebbe anche recensioni positivi. Dopo il grande successo del singolo, Mims firmò un contratto discografico con la Capitol Records, pubblicando il suo primo album Music Is My Savior, sotto la sigla American King Music.
Firmò ufficialmente nel Novembre 2006.
Durante l'estate del 2007, Mims pubblicò il suo secondo singolo, Like This.. La canzone diventò una hit tramite il passaggio in radio e raggiunse il #32 nelle U.S. Hot 100 chars. Pubblicò anche, dal suo secondo album, la canzone Just Like That..
Il secondo album fu pubblicato in seguito, arrivando ad essere il  #4 nelle U.S. Billboard 200.
Mims pubblicò il suo secondo tentativo il 7 aprile, 2009, intitolato Guilt. Nell'Ottobre del 2008, Move (If You Wanna) divenne il primo singolo ufficiale dal nuovo album, raggiungendo il #63 nelle Hot 100 charts.. Il secondo singolo fu trasmesso in radio insieme al suo album a partire dal 7 aprile, 2009, intitolato Love Rollercoaster featuring LeToya Luckett..

## Discografia parziale

### Album studio
- 2007 - Music Is My Savior
- 2008 - More Than Meets the Eye (Mixtape)
- 2009 - Guilt